# Teenage Walk
「Teenage Walk」（ティーンエイジ・ウォーク）は、渡辺美里の楽曲。1986年5月2日に5枚目のシングルとしてEPIC・ソニー (現・エピックレコードジャパン)より発売された。

## 概要
表題曲の「Teenage Walk」は、全日本空輸「'86 夏の北海道」キャンペーンソングとして使用された。作曲を担当した小室哲哉は「My Revolution」の大ヒットを受け、この曲の製作には相当なプレッシャーを感じていたと話している。
当初はEP盤のみの発売だったが、1989年12月1日に8cmCDとしてリリースされた。

## 収録曲
- 全作詞：神沢礼江、編曲：大村雅朗

1. Teenage Walk
作曲：小室哲哉
2. 素敵になりたい
作曲：岡村靖幸

## 収録アルバム
- 『Lovin' you』 (#1,2)
- 『Sweet 15th Diamond』 (#1)
- 『M・Renaissance〜エム・ルネサンス〜』 (#1)